# Nicolaas Antonie van Charante
Nicolaas Antonie van Charante (Rotterdam 19 december 1811 – Zaandam 9 september 1873) was een Nederlandse predikant, schrijver en dichter. Hij schreef vooral voor kinderen. Populair was zijn bundel Kinderpoëzij uit 1860. In 1863 schreef hij een hervertelling van de avonturen van Robinson Crusoe. Een groot deel van zijn verhalen en gedichten werden 23 jaar na zijn dood opnieuw uitgebracht als Charante's kinder-bibliotheek.

## Werken
- Het verkeerde gedrag van den broeder van den Verloren Zoon, ter waarschuwing voor kinderen (1846)
- Jezus, toen Hij twaalf jaren oud was (1846)
- De blik op het verledene, een rustpunt voor het tegenwoordige (1848))
- De spelende kinderen op de markt (1851)
- Meisjesmijmering (1853), in Almanak voor de jeugd (1853)
- Kinderleven (1855)
- Photographiën van kleine menschen, voor groote menschen nageschetst (1858)
- Natuurlijke geschiedenis en welsprekendheid (1859)
- Kinderpoëzij (1860)
- Schetsen uit de kinderwereld (1860)
- Novellen en vertellingen voor de jeugd (1861)
- De levensgeschiedenis van Robinson Crusoe (1863)
- Sprookjes uit den ouden tijd (1863)
- Charante's kinder-bibliotheek (1896)
- De drie spinsters en andere verhalen in proza en in poëzie (1896)
- Het blijde avontuur en andere verhalen in proza en in poëzie (1896)
- Houten Klaas en andere verhalen in proza en poëzie (1896)
- Kardoes en andere verhalen in proza en in poëzie (1896)
- Moeder en kind en andere verhalen in proza en in poëzie (1896)
- Twaalf broeders en andere verhalen in proza en in poëzie (1896)